# Aile de Cooper
L’aile de Cooper (aussi appelée « interrupteur Dan Cooper » ou « dispositif D.B. Cooper ») est une cale mécanique aérodynamique, qui empêche l’ouverture en vol de la porte-escalier ventrale d’un avion. Aux États-Unis, après 3 tentatives de détournements en 1972, la Federal Aviation Administration (FAA) (agence gouvernementale chargée des réglementations et des contrôles concernant l'aviation civile aux États-Unis) imposa l’ajout d’une aile de Cooper sur les Boeing 727. Le dispositif a été ainsi nommé en référence au détournement par un inconnu surnommé D. B. Cooper ; celui-ci a utilisé l’escalier arrière (situé sur le ventre de l’avion) pour s’échapper d’un Boeing 727 en plein vol, avant de déclencher son parachute.

Animation montrant comment D.B. Cooper s’échappa de l’avion détourné. Désormais, l’aile de Cooper rend cette évasion impossible.

L’aile de Cooper est un dispositif très simple qui consiste en une palette à ressort reliée à une plaquette. Lorsque l’avion n’est pas en vol, le ressort maintient la palette perpendiculaire au fuselage, la plaquette ne bloque alors pas l’ouverture de l’escalier. Lorsque l’avion décolle, le flux d’air pousse la palette en position parallèle au fuselage, positionnant alors la plaquette en dessous de l’escalier. L’ouverture devient donc impossible. Lorsque le flux d’air diminue à l’atterrissage, la palette à ressort retourne à sa position initiale, permettant à nouveau l’ouverture de l’escalier. Bien que ce dispositif soit destiné à empêcher les détournements sur les Boeing 727 (et autres avions disposant d’un escalier ventral), beaucoup de compagnies aériennes ont décidé de sceller cette ouverture, quitte à ne plus jamais l’utiliser.

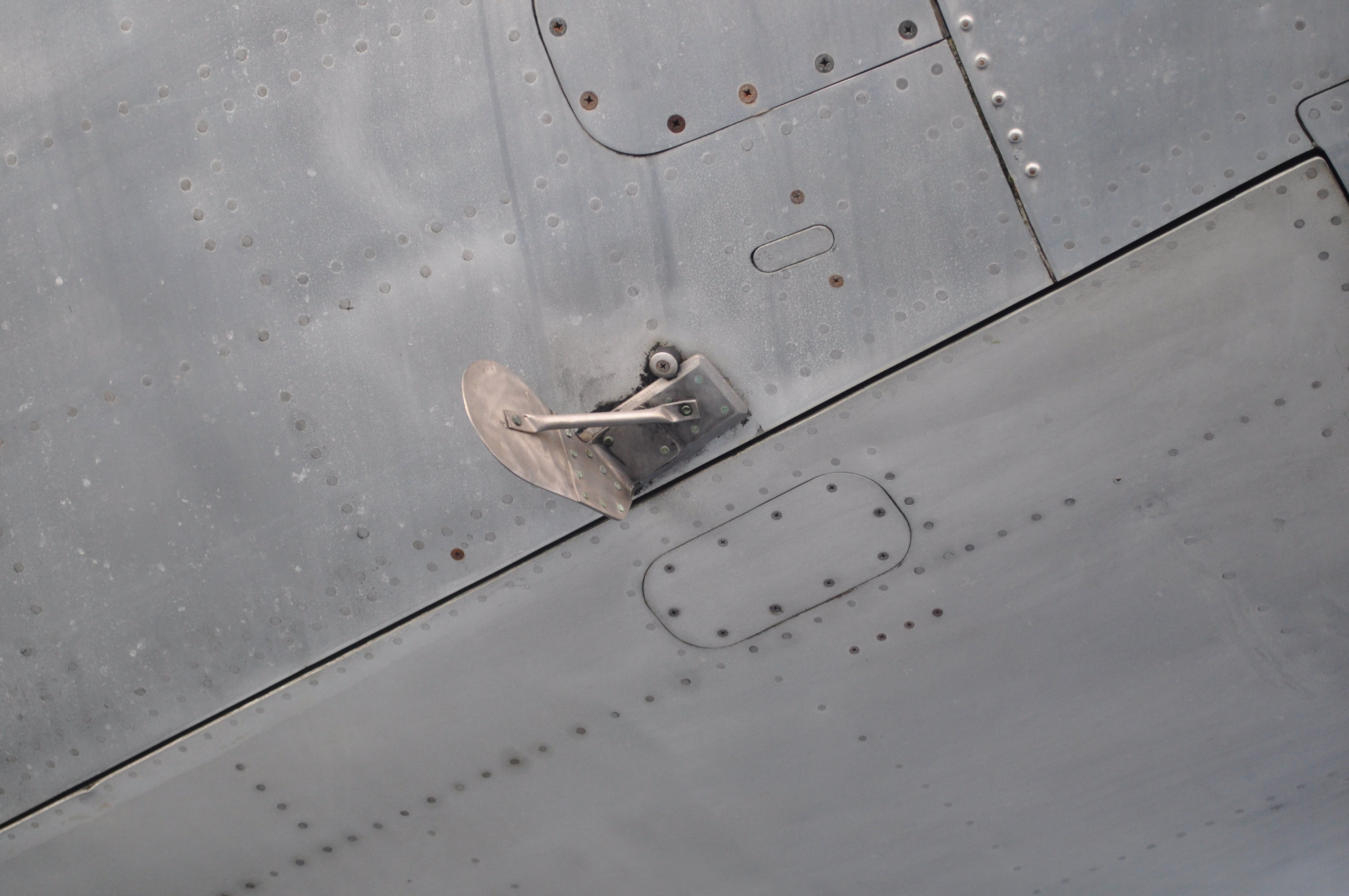
L’aile de Cooper sur la carlingue de l’avion. L’avant de l’avion se situe en bas à gauche de l’image. L’aile de Cooper pivote de 90° dans le sens des aiguilles d’une montre pour sécuriser l’ouverture.

Le Douglas DC 9 à ouverture ventrale a également été équipé d’aile Cooper. LE DC 9-21, modèle utilisé pour le saut en parachute, notamment en 2006 lors de la World FreeFall Convention à Rantoul (Illinois, États-Unis), dispose également de l’aile Cooper. Or la porte de la cloison arrière et l’escalier ayant été retirés pour permettre aux parachutistes de sauter rapidement, l’aile Cooper, en place, n'a dans ce cas plus d'utilité. 